# ان‌جی‌سی ۴۵۵
ان‌جی‌سی ۴۵۵ (انگلیسی: NGC 455) نام یک کهکشان عدسی در صورت فلکی ماهی است.